# Gotzon Martín
Gotzon Martín Sanz (ur. 15 lutego 1996 w Orozko) – hiszpański kolarz szosowy.

## Osiągnięcia
Opracowano na podstawie:
2020
- 1. miejsce w klasyfikacji górskiej Vuelta a Burgos

2023
- 1. miejsce w klasyfikacji górskiej Vuelta a Andalucía

## Rankingi
| Rok             | 2018  | 2019  | 2020 | 2021 | 2022 | 2023 | 2024 |
| --------------- | ----- | ----- | ---- | ---- | ---- | ---- | ---- |
| World Ranking   | 1949. | 2429. | 505. | 339. | 729. | 461. | 721. |
| UCI Europe Tour | 1299. | 1556. | 415. | 287. | 556. | -    | -    |
|                 |       |       |      |      |      |      |      |
| Źródło: UCI     |       |       |      |      |      |      |      |